# Shining Force
Shining Force ist eine Videospiel-Reihe von Sega. Die Spiele werden dem Genre der Strategie-Rollenspiele zugeordnet (engl. kurz SRPG).

## Beschreibung
Der erste Teil erschien 1992 auf dem Sega Mega Drive und orientierte sich sehr stark an der im Westen unbekannten Fire-Emblem-Reihe von Nintendo. Da aber Shining Force von Sega weltweit vertrieben wurde, gilt es in der westlichen Welt als einer der Urväter des Genres. Durch moderne Grafik und intuitive Steuerung wurde dieses Spiel sehr schnell zu einem gesuchten Klassiker. Inhaltlich war es stark linear angelegt und wusste vor allem durch die sehr unterschiedlich angelegten Charaktere zu überzeugen, die einen durch das Spiel begleiteten. Spielerisch bewegte man sich zwischen den Kämpfen in Echtzeit durch eine von oben dargestellte und sehr begrenzte Welt. Die Kämpfe selbst waren rundenbasiert und wurden in derselben Umgebung dargestellt, die dazu in Quadrate aufgeteilt wurde. Das strategische Aspekt war hierbei vor allem die richtige Auswahl der jeweils teilnehmenden Figuren, und die richtige Positionierung und Reihenfolge der Züge. Ins Deutsche wurde das Spiel nicht übersetzt.
Im Jahr 1993 wurde ein zweiter Teil veröffentlicht. Die Geschichte blieb klischeehaft (inklusive Rettung einer Prinzessin), auch grafisch machte man keine Quantensprünge; während die Kampfdarstellungen nun etwas feinere und ansehnlichere Darstellungen bot, hatte sich die aus dem Vorgänger bekannten Überlandansicht kaum weiterentwickelt.
Auch bei Shining Force II war ein streng linearer Spielverlauf noch an der Tagesordnung: so konnte man mit dem Hauptcharakter zwar ab und zu einfache Ja-Nein-Entscheidungen treffen, allerdings hatten diese keinerlei Auswirkungen auf die weitere Handlung. Immerhin bot das Spiel ein für damalige Maßstäbe ungewöhnliches Feature: im Verlauf des Spiels war es möglich, alle bisher besuchten Gebiete zu bereisen. Auch beim zweiten Teil verzichtete Sega auf eine Übersetzung in verschiedene europäische Sprachen und lieferte die PAL-Version nur mit englischen Texten aus.
Für den Sega Game Gear existieren drei Teile. Der erste, Shining Force Gaiden, erschien bereits 1992, aber es gab nie eine Version außerhalb Japans davon.
Der zweite Teil, Shining Force Gaiden II oder auch The Sword of Hajya, welcher 1993 erschien, wurde dann auch als englischsprachige Version in den USA, nicht aber in Europa veröffentlicht.
1995 wurde der letzte Teil für den Game Gear veröffentlicht, The Final Conflict. Wie die beiden anderen Teile war auch dieses Spiel nichts weiter als eine mehr oder wenig seicht verpackte Fantasygeschichte, die mit dem Shining Force dargestellt wurde.
In Shining Force CD für das Sega Mega-CD aus dem Jahre 1994 wurden einzelne Teile wiederverwendet, zum Beispiel das sonst nie auf Englisch erschienene Shining Force Gaiden. Die Besonderheit dieser CD-Variante war die Kontinuität zwischen den verschiedenen Teilen, die einen Charaktertransfer ermöglichte. Durch die Speicherkapazität der CD und die höhere Auflösung des Mega Drive waren Grafik und Ton deutlich besser als auf dem Game Gear. Erneut mussten europäische Spieler, trotz des Speicherplatzes der CD-ROM, die mehrere Sprachen erlaubt hätte, mit englischen Texten vorliebnehmen.
Für den Sega Saturn wurde ab 1997 ein mehrteiliges Spiel veröffentlicht, welches man in drei einzelne Szenarios sowie eine sog. Premium Disc unterteilt hat. Außerhalb Japans erschien aufgrund des Scheiterns der Konsole auf dem Markt nur der erste Teil. Die Darstellung erfolgte dieses Mal in einem isometrischen Pseudo-3D-Stil, und es wurden neue, bereits aus anderen Spielen bekannte Mechanismen eingeführt (zum Beispiel das aus Fire Emblem bekannte Partner-System). Eine deutsche Übersetzung existiert auch für diesen Teil nicht.
Die bisher letzte Inkarnation dieser Serie im Strategie-Rollenspiel-Genre ist Die Auferstehung des Schwarzen Drachen, ein Remake des ersten Shining Force für den Game Boy Advance, die 2004 erschien. Neben einer sehr deutlichen Verbesserung von Grafik und Musik gab es auch eine inhaltliche Erweiterung, die das Spiel doch recht deutlich vom Original unterscheidet. Außerdem war es das erste Spiel der Reihe, welches komplett ins Deutsche übersetzt wurde. Unter Fans ist diese Version allerdings aufgrund verschiedener Bugs umstritten.
Für die PlayStation 2 sind 2005 mit Shining Force NEO sowie 2007 mit Shining Force EXA zwei Action-Rollenspiele von Neverland und Amusement Vision in der Reihe in Japan und den USA erschienen. Die Resonanz war in beiden Fällen nur mittelmäßig.
In Japan sind seit 2005 mit Shining Road to the Force, Shining Road II sowie Shining Force Chronicle, allesamt für Mobiltelefone, erstmals seit Shining Force III wieder klassische Strategiespiele im Stil der ursprünglichen Serie erschienen.
Im Herbst 2010 erschien Shining Force als App für iOS in einer Nostalgie-Variante mit unbearbeiteter Grafik.

## Sonstiges
- Shining Force war der inoffizielle Nachfolger zu Shining in the Darkness.
- Das Team bei Climax Entertainment, das für Shining Force mitverantwortlich zeichnete, bestand teils aus ehemaligen Programmierern von Enix’ Dragon-Quest-Reihe. Ähnlichkeiten im visuellen Stil wie auch in der Benutzerführung sind offensichtlich.
- Ebenfalls an der Entwicklung beteiligt war Sonic! Software Planning, ein Sega-Tochterunternehmen, das sich 1995 von der Muttergesellschaft abspaltete und unter dem neuen Firmennamen Camelot Software Planning in erster Linie für Nintendo entwickelte. Die von ihnen produzierten, höchst erfolgreichen Golden-Sun-Teile für den Game Boy Advance weisen ihrerseits Ähnlichkeiten in Stil und Benutzerführung zu Shining Force auf.